# Gulling
Gulling är ett vattendrag i Österrike.   Det ligger i förbundslandet Steiermark, i den centrala delen av landet, 180 km väster om huvudstaden Wien.
I omgivningarna runt Gulling växer i huvudsak blandskog. Runt Gulling är det ganska glesbefolkat, med 25 invånare per kvadratkilometer.